# Anna Milton
Anna Milton az Odaát (Supernatural) című televízióssorozat kitalált szereplője, akit Julie McNiven alakít. Anna a sorozat egyik mellékszereplője.

## Háttér
Anna Milton egy fiatal lány, aki szüleivel él egy kisvárosban. Születése előtt azonban Isten egyik angyala volt, aki megtagadta feljebbvalói parancsait, és emberré változott, angyali lelke pedig elveszett a Földön.

## 4. évad
Anna az évad közepén tűnik fel, amikor elmegyógyintézetbe kerül, állítása szerint ugyanis hallja, amit az angyalok beszélnek, ebből kifolyólag pedig tud Lucifer kiszabadítási tervéről, és Lilithről, aki fel akarja törni a 66 pecsétet.
Mikor egy Alastair nevű fődémon vezette démonok megpróbálják elfogni a lányt, szüleit pedig meg is ölik, az menekülni, később pedig a Winchester fivérek és barátjuk, Ruby mellé társulni kényszerül, Deannel pedig egy alkalommal le is fekszik. Időközben a lányt azonban két angyal, Castiel és Uriel is keresni kezdi, hogy biztonsági okokból végezzenek vele, ám a fivérek megszöktetik, majd egy ismerősük, a korábban megvakult médium, Pamela Barnes segítségével kiderítik, Anna korábban Isten egyik angyala volt, aki megtagadta feljebbvalói parancsait, majd saját akarata szerint ember lett belőle, angyali lelke pedig elveszett a Földön. 
Az angyalok, Castiel és Uriel Anna nyomára bukkannak, ám ezzel egy időben, Ruby "jóvoltából" Alastairék is feltűnnek a színen, és harcba kezdenek vetélytársaik ellen. Kiderül, hogy az a bizonyos lélek Uriel nyakában van egy kis üvegcsében, így a helyzetet kihasználva Anna azt sikeresen megszerzi, így ismét angyallá változik, majd pedig hatalmas villanás közepette Alastairral együtt eltűnik. 
Annából, mint később kiderül, angyal lett, ennek ellenére a Mennyiek el akarják fogni. Az angyallány azonban továbbra is segíti a Winchester fiúkat tanácsaival, és többször találkozik Castiellel is, melynek azonban az lesz a vége, hogy Cas parancsára az angyalok visszaviszik a Mennybe.